# Kuzmice (Topoľčany)
Kuzmice es un municipio del distrito de Topoľčany en la región de Nitra, Eslovaquia, con una población estimada a final del año 2024 de 770 habitantes.
Se encuentra ubicado al norte de la región, cerca del río Nitra (cuenca hidrográfica del Danubio) y de la frontera con las regiones de Trnava y Trenčín.

## Demografía
| Año        | 1994 | 2004 | 2014    | 2024     |
| ---------- | ---- | ---- | ------- | -------- |
| Población  | 0    | 675  | 674     | 770      |
| Diferencia |      | –    | −0,14 % | +14,24 % |

| Año        | 2023 | 2024    |
| ---------- | ---- | ------- |
| Población  | 757  | 770     |
| Diferencia |      | +1,71 % |